# It's All Red
It's All Red é uma banda brasileira de Metal da cidade de Porto Alegre, Rio Grande do Sul. Formada em 2017, a banda possui três álbuns de estúdio: Vicious Words From The Heart de 2007 e The Natural Process Of... de 2010 e Lead By The Blind de 2015. A formação atual conta com Vicente Telles no baixo, Daniel Nodari e Rafael Siqueira nas guitarras, Renato Siqueira na bateria e Tom Zynski nos vocais. Atualmente, o It's All Red está em divulgação do single de 2024 intitulado Moment.

## Biografia
O metal gaúcho é conhecido por sua força, qualidade das bandas que produz, autenticidade e pelo engajamento de uma comunidade dedicada e resiliente, especialmente em um cenário muitas vezes marcado por desafios como a distância dos grandes centros e, recentemente, pelas dificuldades trazidas por eventos como as enchentes em Porto Alegre.
A porto-alegrense It's All Red é um grande representante dessa cena, destacando-se na vertente do alt-metal. A banda leva a marca da inovação e da técnica apurada, incorporando influências do metal alternativo a um som poderoso e atual, com letras que falam tanto de temas pessoais quanto sociais.
O quinteto nascido em 2007 tem mostrado uma capacidade de renovação e conexão com as recentes realidades do mercado da música, trazendo novas versões de suas faixas, como as reinterpretações heavy metal, acústica e meditação de "H5N1", lançamento de 2024, influenciada pela época da gripe aviária.
"Não tocamos a versão meditação ao vivo, pois não queremos que o público entre em sono coletivo!", brinca o guitarrista Daniel Nodari, que contribuiu com a ideia inusitada por sua expertise de ter sido professor de ioga por 14 anos e detentor do maior canal de música para relaxamento da América Latina, segundo o YouTube, além de estudioso do instrumento e autor de livros para guitarristas. 
Essa flexibilidade e criatividade permitem à banda atingir diferentes públicos e explorar o metal de maneira diversificada, reforçando a força do metal gaúcho e expandindo seu alcance para além das fronteiras do Sul do Brasil.
Reconhecimento no Metal nacional —
Em 2021, o It’s All Red foi citado pelo canal Heavy Talk, um dos maiores veículos de Metal do Brasil, como uma das dez melhores bandas gaúchas de rock e metal, reconhecimento que destaca sua importância na cena nacional.
Também foi destaque nas páginas de Cultura dos jornais Zero Hora e Correio do Povo e de canais de música de expressão nacional como Tenho Mais Discos que Amigos e Canal Leo Ronki.
Na pandemia, a banda inovou ao manter-se ativa por meio do podcast autoral Metalreds com entrevistas com músicos e insights sobre a cena.
Uma trajetória de shows, parcerias e evolução musical —
Ao longo dos anos, o It’s All Red se apresentou com bandas icônicas, como Megadeth, Cavalera Conspiracy, Paul Di'Anno, Ratos de Porão e Raimundos, além de participar de festivais no Brasil e na Argentina.
Em 2015, o álbum Lead By The Blind foi aclamado pela crítica, e a banda foi listada pelo portal Whiplash como uma das 20 melhores bandas de metal do Brasil. Esse disco ainda rendeu ao grupo prêmios de melhor banda e melhor álbum pelo blog Heavy'n'Roll, e foi considerado um dos melhores lançamentos da América Latina pelo Headbangers Latinoamerica, do Chile.
Tem como parceiros e apoiadores grandes marcas como Ibanez, D'addario, Evans, Seymour Duncan e Odery.
Estúdio e complexo artístico RR44: contribuição para a cena cultural —
Desde 2017, o It’s All Red investe no Complexo Artístico RR44, um espaço dedicado ao ensino e produção musical em Porto Alegre. Ali, organizam eventos culturais, workshops e cursos com profissionais do Brasil e exterior, consolidando-se como uma força de apoio à música independente. Durante as enchentes que assolaram o Rio Grande do Sul em 2024, a banda fez do estúdio ponto de apoio para recolher doações dedicadas principalmente aos profissionais da música afetados.

## Integrantes
- Renato Siqueira – Bateria (2007-atualmente)
- Rafael Siqueira – Guitarra e Vocal (2007-atualmente)
- Tom Zynski – Vocal (2014-atualmente)
- Daniel Nodari – Guitarra (2022-atualmente)
- Vicente Telles – Baixo e Vocal (2024-atualmente)

##### Ex-Integrantes
- Luis Volkweis – Guitarra e Vocal (2006-2012)
- Rafael Mallmann – Baixo e Vocal (2006-2012)
- Rodrigo Volkweis – Vocal (2006-2007)
- Rafael Thumé – Vocal (2008, 2012-2013)
- Julio Schwan – Vocal (2009-2011)
- Max Arriera – Guitarra e Vocal (2012)
- James Pugens – Baixo (2012-2013)
- Carlos Corrêa – Guitarra (2013)
- Gabriel Siqueira – Baixo e Vocal (2014-2016)
- Juliano Medina – Baixo e Vocal (2016-2018)
- Juliano Ângelo – Guitarra e Vocal (2014-2021)
- Gustavo Razia – Baixo e Vocal (2018-2021)
- Carlos Loureiro – Baixo e Vocal (2022-2023)

### Discografia[2]
Singles
- Boneless (2019)
- Gemstone (2020)
- Poisonous 2021 (2021)
- Touch The Ground (2021)
- Moment (2025)

Singles ao vivo
- Touch The Ground (2022)

##### EPs
- Citysick (2012)
- All Of The Colors (2019)
- Colorado (2023)
- H5N1 (2024)

#### Álbuns de estúdio
- Vicious Words From The Heart (2007)
- The Natural Process Of... (2010) (Relançamento Europeu - 2014)
- Lead By The Blind (2015)